# Ньюбериїт
Ньюбериїт (рос. ньюбериит; англ. newberiite; нім. Newberyit m) — мінерал, кислий водний фосфат магнію.

## Загальний опис
Хімічна формула: MgH[PO4]•3H2O. Містить (%): MgO — 23,12; P2O5 — 40,73; H2O — 36,15.
Сингонія ромбічна. Ромбічно-дипірамідальний вид.
Утворює великі таблитчасті кристали.
Спайність досконала.
Густина 2,1.
Твердість 3-3,5.
Колір білий. Іноді безбарвний.
Розчиняється в HNO3.
Зустрічається в гуано з місцевості Баллерат (Австралія), в провінції Тарапака (Чилі), Мехільйонес (Мексика), на Уралі (РФ).
Названий за прізвищем австралійського вченого Дж. К.Ньюбері (G. von Rath, 1879).